# Bopyrinina paucimaculata
Bopyrinina paucimaculata is een pissebed uit de familie Bopyridae. De wetenschappelijke naam van de soort is voor het eerst geldig gepubliceerd in 1990 door Markham.